# 小行星4156
小行星4156（英語：4156 Okadanoboru）是一颗围绕太阳公转的小行星。1988年1月16日，小島卓雄在千代田发现了此天体。
这颗小行星的绝对星等为130.3086444348055等。